# Oneida (Nueva York)
Oneida fundada en 1901, es una ciudad ubicada en el condado de Madison en el estado estadounidense de Nueva York. En el año 2000 tenía una población de 10,987 habitantes y una densidad poblacional de 192.6 personas por km².

## Geografía
Oneida se encuentra ubicada en las coordenadas 43°5′6″N 75°39′12″O / 43.08500, -75.65333. Según la Oficina del Censo, la ciudad tiene un área total de 57,2 km² (22,1 mi²), de la cual 57,2 km² (22,1 mi²) es tierra y 0,1 km² (0 mi²) (0.23%) es agua.

## Demografía
Según la Oficina del Censo en 2000 los ingresos medios por hogar en la localidad eran de $35,365, y los ingresos medios por familia eran $45,242. Los hombres tenían unos ingresos medios de $31,244 frente a los $23,846 para las mujeres. La renta per cápita para la localidad era de $18,966. Alrededor del 12.5% de la población estaban por debajo del umbral de pobreza.